# Fabrizio Plutino
Fabrizio Plutino (Reggio Calabria, 1º gennaio 1837 – Reggio Calabria, 5 marzo 1925) è stato un prefetto, patriota e politico italiano.

## Biografia
Figlio di Agostino, sostenitore dei moti antiborbonici di Cosenza e Messina e membro del comitato per la Spedizione dei Mille, compie gli studi nel convitto Tommaso Campanella di Reggio Calabria. Lavora per un breve periodo come agente della Società italiana di assicurazione. È stato uno degli ultimi esponenti del Risorgimento calabrese. Ha partecipato coi Cacciatori d'Aspromonte alla conquista del forte di Alta Fiumara e alla liberazione delle province meridionali calabresi ed è stato attivo collaboratore di Garibaldi nel periodo della sua permanenza reggina. Dopo l'unità italiana si è dedicato alla carriera politica e amministrativa.
- Prefetto di Reggio Emilia (1º dicembre 1888-10 settembre 1890)
- Prefetto di Foggia (1º ottobre 1890-16 giugno 1891)
- Prefetto di Cosenza (10 agosto 1893)
- Prefetto di Avellino (20 maggio 1896-1º novembre 1899)
- Prefetto di Grosseto (1º novembre 1900)
- Prefetto di Campobasso (16 agosto 1905-15 settembre 1906)